# 亞當·山德勒
亞當·理查·山德勒（英語：Adam Richard Sandler，1966年9月9日—），美國男演員、電影製作人。在成為一名傑出的喜劇人和在美國喜劇節目《週六夜現場》之後，山德勒晉升為好萊塢的重要演員，並且演出了7部製作預算超過1億美元的大型電影。

## 生平

### 早期
山德勒出生於美國紐約布魯克林區的俄羅斯猶太人家庭，他的父母是史坦（Stan）和朱蒂·山德勒（Judy）。他有三個比他年長的兄姊，分別是史考特（Scott）、麗茲（Liz）、和葳爾（Val）。他在美國新罕布夏州的曼徹斯特長大，小時候的志願是要成為一名消防員，並就讀「曼徹斯特中央高中」（Manchester Central High School）。

### 個人生活
山德勒於1988年在紐約大學取得藝術學士學位，就讀大學期間為TEP（Tau Epsilon Phi）兄弟會成員。2003年6月22日，他和在電影《冒牌老爸》片廠中認識的模特兒潔可·蒂頓（Jackie Titone）結婚。山德勒和蒂頓曾在勞勃·許奈德的喜劇電影《哈啦猛男秀》中一起合作，山德勒也是這部電影的執行製作。他們在2006年的5月6日生下了第一個女兒，並取名為羅拉·瑪莉·蒂頓-山德勒（Lola Marie Titone-Sandler），但也有報導指出女兒的名字為莎蒂·麥狄遜·山德勒（Sadie Madison Sandler）。她是跟著山德勒的父親和蒂頓的祖父命名的。
山德勒很少接受訪問，但他經常在他的官方網站上公開許多生活短片。

## 職業生涯

### 電視與電影
在1980年代中晚期，山德勒在美國的喜劇節目《考斯比一家》（1985-1989）扮演一角。他也在MTV頻道的遊戲節目中演出，在節目中他常扮演「傳說中的罪犯」（Trivia Delinquent）或「性感小弟」（Stud Boy）。
接著山德勒很自然的在波士頓的喜劇俱樂部的舞台上演出。發掘他的是著名喜劇演員丹尼斯·米勒（Dennis Miller），他在洛杉磯看見山德勒的表演之後，立刻向《週六夜現場》節目的製作人推薦山德勒。於是山德勒被雇用為《週六夜現場》的節目編劇，後來從1990年開始成為節目中的主要演員，並藉由在節目中表演逗趣的自創歌曲而開始走紅，包含知名的《光明節之歌》（The Chanukah Song）。他為了專注在電影的演出上，在1995年離開了節目。
山德勒第一個成功的電影作品是《阿呆闖學府》（Billy Madison），在片中他飾演一名為了取得父親的飯店事業繼承權，而重新就讀國小至高中的成年人，而更重要的是，希望能取得父親的認同。接著山德勒演出了另一部票房獲得成功的電影《高爾夫球也瘋狂》（Happy Gilmore，1996年）和《婚禮歌手》（The Wedding Singer，1998年）。他原本預計在一部以單身派對為主題的黑色喜劇電影《婚前不作虧心事》中演出，但因為山德勒同時有其他的電影正在拍攝，因此未能演出。在演出《水壼出英雄》（1998年）之後，山德勒成為了票房巨星。
儘管山德勒大部分的早期作品都普遍受到影評人的劣評，但他演出的電影也有獲得影評人的正面評價，例如《戀愛雞尾酒》（Punch-Drunk Love，2002年）。許多影評人相信山德勒其實有很好的演技實力，但之前都被浪費在差勁的劇本和沒有發展性角色中。不過一般觀眾還是繼續喜歡山德勒在多部億萬票房電影中的幽默和喜感。
後來，山德勒開始從瘋狂失常的幽默風格中漸漸移開，也展現出較為內斂嚴肅的演技，例如前面提到的《戀愛雞尾酒》（他因本片被提名金球獎）以及《真情快譯通》（Spanglish）。他曾經考慮參與演出傑米·福克斯（Jamie Foxx）的電影《落日殺神》（Collateral）。他也進入了蒂姆·伯顿的《巧克力冒險工廠》最後選角名單，但最後是強尼·戴普取得了這個角色。山德勒最近演出電影《命運自選台》（Click，2006年），片中包含了他過往電影的幽默感，但也傳遞了日常生活壓力等嚴肅訊息。
他將會在麥克·賓德（Mike Binder）的新片《從心開始》（Reign Over Me）中表現出更深刻的演技，這是一部關於一個男人在911世貿恐怖攻擊中失去了整個家庭，但也讓他和大學時期的室友（唐·奇鐸飾演）。山德勒的下一部喜劇作品為《迫上斷背山》（I Now Pronounce You Chuck and Larry），他在片中與凱文·詹姆士（Kevin James）飾演一對為了能夠取得彼此家庭成員的遺產，而冒充同志情侶的消防隊員。
山德勒擁有自己的製作公司，叫做「Happy Madison」，這個名字來自他的兩部早期知名作品（Happy Gilmore）。公司的標誌會在山德勒電影中的片頭出現，是以他的繼父為設計參考。
2013年，他以本人的身分客串出演了迪士尼頻道原創電視劇《小潔的保姆日記》。在此之前，山德勒與曾與自己合作過的卡梅隆·博伊斯一同出演了2010年電影《亞當等大人》與2013年的續集《中坑同學會2》。
2015年，山德勒主演的西部喜劇片《荒唐六蛟龍》，是由Netflix發行。儘管電影普遍獲得負評，但於2016年1月6日宣布，《荒唐六蛟龍》是Netflix上在三十天內被觀看最多次數的電影。
2019年末，山德勒出演Netflix驚悚片《原鑚》，山德勒在片中飾演沉迷賭博的紐約鑽石區珠寶商霍華德·拉透納為了償還債務，必須冒險一搏，奪回一顆昂貴的蛋白石。山德勒在本次的演出中許多人同意這是山德勒水準最好的一次表演，而山德勒也憑藉本作贏得獨立精神獎，國家評論協會，俄克拉荷馬影評人協會和聖路易影評人協會的最佳男主角。本片也名列《影音俱樂部》2010年代100大電影榜第92位。

### 喜劇專輯
他的喜劇專輯《史坦和茱蒂之子》（Stan and Judy's Kid）在發行首周就創下了喜劇專輯銷售量最多的記錄。並且在美國告示牌排行榜登上16名的位置。過去他的三張喜劇專輯也創下了百萬銷售的成績。

## 山德勒的電影特色
- 他主演的電影大都沒有續集，不過在拍攝《亞當等大人》續集後破戒。
- 自從美國喜劇演員克里斯·法利（英语：Chris Farley）去世後，亞當·山德勒的電影中就常常出現與法利相關的情節或人物。
- 他的電影經常合作的演員包括：愛倫·考伯特（英语：Allen Covert）、布雷克·克拉克（英语：Blake Clark）、彼得·丹提（英语：Peter Dante）、喬納森·勞克蘭（英语：Jonathan Loughran）、勞伯·許奈德、凱文·詹姆斯，以及《週六夜現場》中的正式演員。
- 在他大部分的電影中，女主角的名字都是以英文字母為開頭。
- 通常山德勒飾演的角色都很喜歡特定品牌的食物（例如：...等。以上皆為美國品牌食物）。
- 他通常演出脾氣不好、或容易激動的角色。
- 山德勒有一段時間曾經與女演員交往。
- 他很喜歡看職業摔角，大部分他自行擔任編劇的電影都有職業摔角的要素在其中。6名職業摔角手在山德勒的堅持下在《最长的一码》中演出。他也喜歡看WWE（世界娛樂摔角）的「WrestleMania 21（英语：WrestleMania 21）」。
- 他是冥河合唱團的忠實歌迷，也常常在電影中使用他們的歌曲。
- 雖然山德勒從未就讀過佛羅里達大學，但他在日常生活和電影中常常穿著代表該校的「橘色和藍色」毛衣和短衫。
- 他和喜劇演員諾姆·麥克唐納德是好友，他在許多由山德勒製作的電影中出現。山德勒也在諾姆的《下流勾當（英语：Dirty Work (1998 film)）》（Dirty Work，1998年）中客串演出。

## 軼事
- 他經常持有紐約洋基棒球隊的季票。
- 山德勒在電影《下流勾當》（Dirty Work，1998年）中演出撒旦[註 1]，在《魔鬼接班人》（Little Nicky，2000年）演出撒旦的兒子。

## 作品列表

### 喜劇專輯
1. 《They're All Gonna Laugh At You!》（1993年）
2. 《What The Hell Happened To Me?》（1996年）
3. 《What's Your Name?》（1997年）
4. 《Stan and Judy's Kid》（1999年）
5. 《Shhh...Don't Tell》（2004）

## 備註
1. ↑  查目前比較流行的國語和合本聖經、新標點和合本聖經、和合本修訂版聖經、現代中文譯本聖經，還有比較古老的光緒19年福州美華書局活板文理聖經、光緒34年上海大美國聖經會官話串珠聖經、宣統3年聖經公會的文理聖經，Satan均譯作「撒但」，不作「撒旦」。

## 外部連結
- （英文） 官方網站（页面存档备份，存于）
- （英文） 亞當·山德勒的語錄 （页面存档备份，存于）
- （英文）Adam Sandler在互联网电影资料库（IMDb）上的資料（英文）
- （英文）亞當·山德勒的新片《命運好好玩》的網路廣告（來自adverlicio.us，美國的網路廣告收集網站）
- （繁體中文） [ 亞當·山德勒在Yahoo!奇摩音樂網站上的資料]（可試聽歌曲）
- （简体中文） 亞當·山德勒在中国互连网影库上的資料頁面
- （简体中文） 亚当·桑德勒在时光网上的簡介（简体中文）